# Adesmus nigrocinctus
Adesmus nigrocinctus es una especie de escarabajo longicornio del género Adesmus, categorizada en la tribu Hemilophini, de la subfamilia Lamiinae. Fue descrita por Gahan en 1889.

## Descripción
Mide 12 mm de longitud.

## Distribución
Se distribuye por América del Sur: Brasil.